# Homeland (Miriam Makeba)
Homeland è un album della cantante sudafricana Miriam Makeba, pubblicato nel 2000 su CD dall'etichetta di world music Putumayo. Contiene, tra l'altro, una reinterpretazione in duetto con Zenzi Lee di Pata Pata (uno dei massimi successi di Makeba), col titolo Pata Pata 2000. Altra collaborazione illustre è quella del cantante e compositore congolese Lokua Kanza, autore di Homeland e Lindelani e cointerprete con Makeba della seconda.
La title track Homeland ("terra natia"), e l'intero disco, sono una celebrazione del Sudafrica post-apartheid, dove Makeba era rientrata nei primi anni novanta dopo 31 anni di esilio volontario. Il disco fu pubblicato, non casualmente, pochi giorni prima del South African Freedom Day (27 aprile), in cui viene celebrata la fine della politica di segregazione razziale.

## Tracce
1. Masakhane (4:42)
2. Amaliya (3:12)
3. Pata Pata 2000 (3:49)
4. 'Cause We Live for Love (4:35)
5. Liwa Wechi (3:30)
6. Lindelani (3:14)
7. Homeland (4:06)
8. Umhome (5:09)
9. Africa Is Where My Heart Lies (4:39)
10. In Time (5:01)